# 森俊之
森 俊之（もり としゆき、1964年12月4日 - ）は、日本のキーボーディスト、作曲家、編曲家、音楽プロデューサー。大阪府出身。

## 人物
自身のバンドをもつキーボーディスト。スガシカオのバックバンド、「SHIKAO and THE FAMILY SUGAR」のキーボード担当。アーティストのサポートやプロデュースとして、平松愛理、角松敏生、椎名林檎、宇多田ヒカル、山崎まさよし、THE YELLOW MONKEY、元ちとせ、ラブハンドルズ、Mr.Childrenなどを担当している。

## 来歴
3歳でピアノ、6歳で電子オルガンを始める。クラシック、ジャズ、ロック、ソウル、ファンク、映画音楽など、あらゆる音楽を教材として学べる環境に育つ。
中学時代、現在ドラマーの山下政人と出会いバンドを結成。当初はギターだったが、幼少からピアノを習っていたことからキーボードに転向。高校時代より、本格的に作曲編曲及び管弦楽法などの音楽理論を学び、並行して様々なセッションにキーボード奏者として参加。京都産業大学経営学部入学後、プロミュージシャンとしての活動をスタート。関西のテレビやラジオの音楽制作、関西ローカルのCM音楽などを制作。また同時期に山下と平松愛理、古川昌義らと「ERI & WANDERLAST」を結成。大学卒業後にメンバーと共に上京し、平松愛理、楠瀬誠志郎、薬師丸ひろ子、山本達彦、崎谷健次郎などのステージ・サポートを務める。
1980年代、上京後も関西ミュージック・シーンとの繋がりを保ちながら、サルサ・バンドのGrupo Chévere（グルーポ・チェベレ）への参加など、自由な音楽活動を続ける。その一方で多くの歌手へのサウンド・プロデュース、編曲、作曲、キーボード演奏を手掛ける。
1990年代、森が携わった山崎まさよし「One more time, One more chance」（編曲）、レコード大賞優秀作品賞受賞のSomething ELse「ラストチャンス」（編曲）、宇多田ヒカル「time will tell」（編曲）が大ヒットを記録、音楽業界で地歩を固める。
2000年代、最も多忙な時期を迎える。数多くのアーティストのサウンド・プロデュース、アレンジ、作曲、ピアノやキーボード演奏を担当、スガシカオ、角松敏生、大貫妙子のライブ・サポート並びにレコーディング、椎名林檎のレコーディング等が主な活動となる。角松敏生のライブでは世界的ドラマーであるスティーヴ・ガッドと共演。岡本真夜のレコーディングでは、スティーヴ・フェローン（ドラム）、ディーン・パークス（ギター）、ポール・ジャクソン・ジュニア（ギター）、ジミー・ジョンソン（ベース）、ジェリー・ヘイ（トランペット）等と海外レコーディングを経験。2000年代初頭から日米合体ファンク・バンド「Nothing But The Funk」に参加し、全国ブルーノート&ビルボード・ツアーを敢行。
2001年、佐藤タイジ率いるThe SunPauloに、ドラムの沼澤尚と共に加入。
2012年、振付師の南流石を中心に結成されたバンドRabbitに、佐藤タイジや沼澤尚、大塚愛らとともに参加。
2015年からは吉田美奈子ピアノ・デュオ・ツアー、バンドAFTER SCHOOL HANGOUTへ参加。井上陽水「UNITED COVER 2」、Mr.Children「忘れ得ぬ人」（アルバム『REFLECTION収録）、いきものがかり「LIFE」（アルバム『FUN! FUN! FANFARE!収録）などのアレンジやサウンド・プロデュース等を担当。
2016年、映画「蜜のあわれ」（石井岳龍監督）で初のサウンドトラック及び主題歌の作編曲を担当。吉田美奈子とのデュオ・ツアー、小沢健二ツアーや角松敏生35周年記念ライブへの参加などの活動を行う。
2017年2月、「森亀橋」プロデュースの音楽イベント『森亀橋 2017 presents Your Songs，Our Songs powered by FM COCOLO』を開催。

## 参加グループ
Kaja & Jammin'
Audio Sports
- 恩田アキ、竹村延和、山塚アイ、ZAKらで構成されるアシッドジャズ・ユニット。

Grupo Chévere（グルーポ・チェベレ）
- オルケスタ・デル・ソル、オルケスタ・デ・ラ・ルスなどの主要メンバーで構成されるサルサ・バンド。

Nothing But The Funk（ナッシング・バット・ザ・ファンク）
- エディM（サックス）、スティーヴ・バクスター（トロンボーン）、レイモンド・マッキンレー（ベース）、ジュブ・スミス（ギター）、沼澤尚（ドラム）、森俊之（キーボード）からなる日米合体ファンク・バンド[1]。2000年代初頭から定期的に活動を続ける[4]。

森亀橋
- 森俊之（キーボード）、亀田誠治（ベース）、佐橋佳幸（ギター）という3人の音楽プロデューサーからなるプロデュース・ユニット[3]。ドラマーに河村“カースケ”智康を迎え、森亀橋バンドとしてライブも行う[5]。

Emi with 森亀橋（Emi with MKB）
- 森亀橋が元ル・クプルの藤田恵美をボーカルに据え、洋楽カバーアルバム『camomile』（2001年）、『camomile blend』（2003年）を発表。香港やシンガポールなどでヒットを記録し、2005年にはEmi with MKBとしてリリースした『Rembrandt Sky』でマレーシアにおいてプラチナディスクを獲得、『camomile classics』（2006年）は香港の大手CDショップで5週連続1位になるなど、アジアで人気を博している[6]。

The SunPaulo（ザ サンパウロ）
- 佐藤タイジとのトランスロック・ユニット。2000年に結成。2001年に沼澤尚と共に加入（その後、沼澤は2008年に脱退）。

As We Speak
- 沼澤尚（ドラムス）、沖山優司（ベース）、浅野祥之（ギター）とのファンク・ジャム・バンド。

邪（よこしま）
- 2002年に椎名林檎が結成したTOTOのコピーバンド。メンバーは椎名林檎&長岡亮介（ボーカル）、椎名純平（コーラス）、森俊之（ピアノ、シンセサイザー）、渡辺等（エレクトリックベース）、沼澤尚（ドラムス）、浅野祥之（エレクトリックギター）、田中倫明（パーカッション）。渡辺、沼澤とは、椎名林檎のレコーディング・バンド冒涜ヴァイタミンのメンバーとしても活動。

Deep Cover
- 沼澤尚と森俊之によるエレクトロファンクユニット。

Rabbit（ラビット）
- 振付師の南流石を中心に2012年に結成されたバンド。メンバーは南流石（コーラス、モーション）、森俊之（キーボード）、Watusi（ベース）、佐藤タイジ（ギター、ボーカル、コーラス）、沼澤尚（ドラム）、大塚愛（ボーカル、コーラス、ギター）。

AFTER SCHOOL HANGOUT（アフタースクールハングアウト）
- 日本を代表するドラマー、林立夫と沼澤尚が率いるスーパーバンド。2015年結成。林立夫(ドラム) & 沼澤尚(ドラム) with 鈴木茂(ギター)、森俊之(キーボード)、沖山優司(ベース) featuring Vocals by Leyona and 高橋幸宏[7]。

C.C.King
- 松原秀樹(ベース)、田中義人(ギター)、森俊之(キーボード)、玉田豊夢(ドラム) からなるバンド。

## レコーディング・サポートなどに関わった主なアーティスト
- AMAZONS
- 新垣結衣
- THE YELLOW MONKEY
- いきものがかり
- 井上陽水/井上陽水奥田民生
- 植松伸夫
- ウカスカジー
- 宇多田ヒカル
- エレファントカシマシ
- 大貫妙子
- 岡本真夜
- 小沢健二
- Original Love
- カサリンチュ
- 梶原順
- 角松敏生
- 辛島美登里
- 清春
- キリンジ
- GRAPEVINE
- CHEMISTRY
- 小泉今日子
- 五島良子
- 今剛
- 坂本真綾
- 坂本美雨
- SAKURA
- 指田郁也
- Something ELse
- サンタラ
- THEATRE BROOK
- 椎名林檎
- 塩谷哲
- 柴田淳
- 清水翔太
- SHUUBI
- SING LIKE TALKING/佐藤竹善
- スガシカオ
- SUGIZO
- SMILE
- SMAP
- 高橋洋子
- 竹内めぐみ
- 多和田えみ
- Chay
- Chage
- つじあやの
- 寺岡呼人
- 鳥山雄司
- 中島美嘉
- bird
- 元ちとせ
- Hanah
- 濱田マリ
- 樋口了一
- 平松愛理
- 風味堂
- THE BOOM/宮沢和史
- 藤巻亮太
- 古内東子
- 古川昌義
- My Little Lover
- 松たか子
- Mr.Children
- musiqman Jr.
- やしきたかじん
- 山崎まさよし
- 吉田美奈子
- ラブハンドルズ
- Leyona

他、多数

## メディア出演

### ラジオ
- ディスカバー・カーペンターズ（2022年4月 - 2023年4月、NHKラジオ第1） - カーペンターズ楽曲の解説でレギュラー出演